# Yannis Tafer
Yannis Tafer (Grenoble, 11 februari 1991) is een Algerijns-Frans voetballer die doorgaans speelt als spits. In juli 2023 verruilde hij FC Epalinges voor Allobroges Asafia.

## Clubcarrière
Tafer werd geboren als kind van een Algerijnse vader en een Portugese moeder. In de buurt van zijn geboorteplaats Grenoble ging hij spelen bij Échirolles. In 2004 werd de aanvaller opgenomen in de jeugdopleiding van Olympique Lyon. Na vier jaar werd Tafer overgeheveld naar het eerste elftal en ondertekende hij zijn eerste professionele contract bij Lyon. Zijn competitiedebuut volgde op 8 februari 2009. Door twee doelpunten van Jean Makoun en een van Karim Benzema werd van OGC Nice gewonnen, dat nog eenmaal scoorde via Onyekachi Apam. Tafer mocht in deze wedstrijd van coach Claude Puel in de blessuretijd invallen voor Abdul Kader Keïta. Het seizoen erop volgde zijn eerste doelpunt, tegen Toulouse. In de rust stond Lyon met 0–1 achter door een treffer van Moussa Sissoko en Puel liet Tafer invaller voor Mathieu Bodmer. Op aangeven van Aly Cissokho tekende hij voor de gelijkmaker waarna Bafétimbi Gomis de winst voor Lyon bezegelde.
In de zomer van 2010 haalde Toulouse de spits op huurbasis binnen om de naar Olympique Marseille vertrokken André-Pierre Gignac te vervangen. Voor Toulouse speelde Tafer zestien competitiewedstrijden, waarin hij niet tot scoren wist te komen. Bij Lyon kwam hij het gehele seizoen 2011/12 niet aan spelen toe en hierop trok hij naar Lausanne-Sport. Zijn eerste seizoen leverde één doelpunt op, maar de jaargang erna maakte de Algerijn acht competitiedoelpunten. Hierop verkaste hij naar St. Gallen, waar hij zijn handtekening zette onder een verbintenis voor de duur van drie seizoenen. Dit contract werd in 2016 verlengd met twee seizoenen, tot medio 2019. Na afloop van deze verbintenis haalde ES Sahel hem naar Tunesië. Na één optreden verliet Tafer de club en in januari 2020 werd Xamax Neuchâtel zijn nieuwe werkgever. In januari 2021 tekende hij voor Racing Union. In de eerste helft van 2023 speelde hij een half jaar voor FC Epalinges, om later voor Allobroges Asafia te gaan spelen.

## Clubstatistieken
| Seizoen | Club            | Competitie        | Competitie | Competitie | Beker | Beker | Internationaal | Internationaal | Totaal | Totaal |
| Seizoen | Club            | Competitie        | Wed.       | Dlp.       | Wed.  | Dlp.  | Wed.           | Dlp.           | Wed.   | Dlp.   |
| ------- | --------------- | ----------------- | ---------- | ---------- | ----- | ----- | -------------- | -------------- | ------ | ------ |
| 2008/09 | Olympique Lyon  | Ligue 1           | 3          | 0          | 0     | 0     | 0              | 0              | 3      | 0      |
| 2009/10 | Olympique Lyon  | Ligue 1           | 7          | 1          | 3     | 0     | 0              | 0              | 10     | 1      |
| 2010/11 | → Toulouse      | Ligue 1           | 16         | 0          | 1     | 0     | —              | —              | 17     | 0      |
| 2011/12 | Olympique Lyon  | Ligue 1           | 0          | 0          | 0     | 0     | 0              | 0              | 0      | 0      |
| 2012/13 | Lausanne Sport  | Super League      | 23         | 1          | 2     | 2     | —              | —              | 25     | 3      |
| 2013/14 | Lausanne Sport  | Super League      | 33         | 8          | 3     | 1     | —              | —              | 36     | 9      |
| 2014/15 | St. Gallen      | Super League      | 29         | 8          | 4     | 2     | —              | —              | 33     | 10     |
| 2015/16 | St. Gallen      | Super League      | 16         | 5          | 2     | 2     | —              | —              | 18     | 7      |
| 2016/17 | St. Gallen      | Super League      | 35         | 8          | 2     | 0     | —              | —              | 37     | 8      |
| 2017/18 | St. Gallen      | Super League      | 20         | 1          | 2     | 0     | —              | —              | 22     | 1      |
| 2018/19 | St. Gallen      | Super League      | 24         | 0          | 0     | 0     | 2              | 0              | 26     | 0      |
| 2019/20 | ES Sahel        | Ligue 1           | 1          | 0          | 0     | 0     | —              | —              | 1      | 0      |
| 2019/20 | Xamax Neuchâtel | Super League      | 8          | 0          | 0     | 0     | —              | —              | 8      | 0      |
| 2020/21 | Racing Union    | Nationaldivisioun | 10         | 0          | 0     | 0     | —              | —              | 10     | 0      |
| 2021/22 | Racing Union    | Nationaldivisioun | 1          | 0          | 0     | 0     | 2              | 0              | 3      | 0      |
| Totaal  | Totaal          | Totaal            | 217        | 32         | 19    | 7     | 4              | 0              | 240    | 39     |

Bijgewerkt op 28 mei 2025.

## Erelijst
| Competitie          |                |                |                |                |
| Competitie          | Aantal         | Jaren          |                |                |
| Olympique Lyon      | Olympique Lyon | Olympique Lyon | Olympique Lyon | Olympique Lyon |
| ------------------- | -------------- | -------------- | -------------- | -------------- |
| Coupe de France     | 1              | 2011/12        |                |                |
| Racing Union        |                |                |                |                |
| Coupe du Luxembourg | 1              | 2021/22        |                |                |